# المسيحية والتوجه الجنسي
هناك مجموعة متنوعة من المعتقدات حول التوجه الجنسي في المسيحية، بما في ذلك المعتقدات حول المثلية الجنسية والممارسات الجنسية وفقدان الرغبة الجنسية. تختلف الطوائف المسيحية في طريقة التعامل مع المثلييين والمتحولين جنسياً ومزدواجي التوجه الجنسي. بالعادةً، يتم حرمان مثل هؤلاء الناس من العضوية في الكنيسة أو القبول بهم في السلك الكنسي أو رسامتهم في الكهنوت الديني. وبسبب حداثة تناول المجتمع للاختلاف الجنسي، لم يتم مناقشة الأمر في الكثير من الطوائف المسيحية. آنواع الجنسية التي يتم تناولها هي فقدان الرغبة الجنسية أي عدم وجود رغبة جنسية، أو المثلية أي الممارسة مع نفس الجنس أو الازدواجية أي الممارسة مع أي من الجنسين.

## المعتقدات والأساطير

### القصص التوراتية
بحسب الباحث جون بوزويل من جامعة ييل أقام عدداً من المسيحيين في وقت مبكر (مثل القديسين سرجيوس وباخوس) علاقات جنسية مثلية، غير أن هذا الاقتراح قوبل برفض العديد من المؤرخين الغير مسيحيين حتى أمثال ديفيد بريتون وروبن يونغ دارلينج وبرنت شو دال. وبحسب جون بوزيل أقامت بعض شخصيات الكتاب المقدس علاقات مثلية، وذلك على الرغم من تحريم المثلية في الكتاب المقدس. من الأمثلة المذكورة هي العلاقة بين روث وآلة زوجها نعومي، العلاقة بين دانيال وسجانه أسفيناز ومن أشهرها، العلاقة بين داود الملك مع جوناثان ابن شاؤول الملك.
ومن الأمثلة من الكتاب المقدس، قصة نوح الذي بنى سفينة إنقاذ الحيوانات من الطوفان الرباني والذي أصبح في وقت لاحق صانعا للنبيذ. يذكر في التوراة آنه شرب الكثير من الخمر، فسقط نائما عاريا في خيمته. عندما رآه ابنه حام فغطاه ابنه كنعان فما كان من نوح الا أنه لعن حام ونفاه وفرض عليه العبودية لأنه رأى جسد والده عاريا. يوجد أخبار في التقاليد اليهودية تقترح أيضا قامت علاقة مثلية بين حام ونوح أو أنه كان مخصيا.

### القديسين
- القديسين سرجيوس وباخوس: كانت للقديسين سرجيوس وباخوس علاقة وثيقة أدت إلى شك بعض الباحثين إلى الاعتقاد أنهما كانا عاشقين. من أكثر الأدلة شهرة على هذا الرأي هو أن أقدم نص من علم الشهادة باللغة اليونانية، ويصف العلاقة بينهم بالـ "erastai" (علاقة غرامية بين رجل وولد) أو كعشاق.[10] ويدل المؤرخ جون بوزويل على اعتبار هذه العلاقة مثال لتسامح الكنيسة المسيحية المبكرة للعلاقات المثلية. غير أن هذا الاقتراح قوبل برفض العديد من المؤرخين الغير مسيحيين حتى أمثال ديفيد بريتون وروبن يونغ دارلينج وبرنت شو دال.[7] كما أن الموقف الرسمي للكنيسة الأرثوذكسية الشرقية هي أن هذه العلاقة هي نوع من التقاليد الشرقية القديمة من الأديلفوبويا الذي كانت متبعة في إنشاء «الإخوان» في اسم الله.
- القديسين قزمان ودميان[11] وصعوبة قبول مثلية العلاقة بينهما هو ذكر العديد من المصادر أنهما كانا أخوين وربما توأمين.[12][13]
- سيباستيان يعتبرالأيقونة الأولى التي ترمز للمثلية الجنسية.[14] فصورته كمزيج من القوة، واللياقة البدنية ورمزية اختراق السهام لجسده، وظهور ألم الحماس على وجهه جعلت الفنانين يعتقدون أنه مثلي منذ قرون، ووتم التصريح يذلك علانية في القرن التاسع عشر والتي تعتبر انطلاق الحركة المثلية.[14][15][16]

### الخصيان
هناك جدل كبير حول إجراء عمليات الإخصاء لأغراض دينية مسيحية. وجد أوريجانوسوهو من أوائل اللاهوتيون تبريراً للممارسة في إنجيل متى 19:12 حيث قال يسوع «لأَنَّهُ يُوجَدُ خِصْيَانٌ وُلِدُوا هكَذَا مِنْ بُطُونِ أُمَّهَاتِهِمْ، وَيُوجَدُ خِصْيَانٌ خَصَاهُمُ النَّاسُ، وَيُوجَدُ خِصْيَانٌ خَصَوْا أَنْفُسَهُمْ لأَجْلِ مَلَكُوتِ السَّمَاوَاتِ. مَنِ اسْتَطَاعَ أَنْ يَقْبَلَ فَلْيَقْبَلْ».»
ولتبيان البتولية وكبح النفس، وصف دي مونوغاميا في كتابه ترتليان المسيح بتعبير «سبادو» وبولس من طرسوس على أنه «كاستراتوس» ويعنيان المخصي والتي استعملتهما الكنيسة في القرن الثاني كدليل للعفة. وللإشارة إلى العذرية والزهد.

## التوجهات الجنسية

### المثلية الجنسية

#### المثلية الذكورية
تعتبر المسيحية تقليدياً المثلية الذكورية ممارسة غير أخلاقية ومن الخطايا، ومازالت أغلبية الطوائف المسيحية تؤمن بهذا الاعتقاد. وتشمل هذه الكنيسة الكاثوليكية الرومانية، وكنائس الأرثوذكسية الشرقية، وكنيسة قديسي الأيام الأخيرة وكنيسة إخوتي في المسيح، وتحالف المسيحية والإرساليات والكنيسة اللوثرية، ومعظم الكنائس البروتستانتية الإنجيلية، اتحاد الكنائس المعمدانية الجنوبية. وغالبية الكنائس البروتستانتية منها أغلبية الكنائس الميثودية، والكنائس الكالفينية والمشيخية، ومعظم الكنائس اللوثرية، والكنائس المعمدانية، والكنائس الخمسينية، والكنيسة المورافية، تدين المثلية الجنسية، وتنظر إلى الممارسة الجنسية المثلية على أنها خطيئة. طوائف مسيحية أخرى مثل السبتيون والمورمون وشهود يهوه تعتبر أيضًا النشاط الجنسي المثلي خطيئة وترفض عضوية المثليين فيها. بعض الطوائف البروتستانتية الاصولية تتخذ مواقف متطرفة ضد المثليين جنسيًا، وقد فسرت هذه الطوائف مقاطع من العهد القديم إلى القول بأن لابد من معاقبة المثليون جنسيًا بالموت، ولقد صور الإيدز من قبل بعض رجال الدين البروتستانت مثل فريد فيلبس، وجيري فالويل عقابًا من الله ضد المثليين جنسيًا.
تمنع الكنيسة الكاثوليكية منح سر الكهنوت للمثليين، ولا تسمح للمثليين من الرجال والنساء دخول سلك الرهبنة. وتصر على أن أولئك الذين ينجذبون إلى أشخاص من نفس الجنس، يوجب عليهم ممارسة العفة. وتفرق الكنيسة الرومانية الكاثوليكية بين المثليّة كميول وبين الممارسة المثليَّة فلا تعتبر الأول خطيئة، إذ ان الإنسان لا يتحكم بهويته الجنسية ولكنها تعتبر الممارسة المثلية الجنسية خطيئة فهي تراه «ضد القانون الطبيعي».
تتخذ الكنيسة الروسية الأرثوذكسية موقف متشدد ضد العلاقات المثلية إذ دعت الكنيسة الإرثوذكسية الروسية إلى استفتاء على منع العلاقات المثلية قبيل انطلاق دورة الألعاب الأولمبية الشتوية في روسيا. كما وتُدين الكنيسة القبطية الأرثوذكسية المثلية الجنسية وتنظر اليها على أنها شذوذ وخطيئة، يذكر أنه في عام 2003 أصدر المجمع المقدس للكنيسة القبطية الأرثوذكسية بيانًا يرفض ويدين المثلية الجنسية. كما وترفض الكنائس الأرثوذكسية الشرقية منح الأسرار المقدسة للأشخاص الذين يسعون إلى تبرير النشاط المثلي الجنس.
تاريخيًا، ندد آباء الكنيسة بالنشاط المثلي الجنس كونه يتعارض مع تعاليم الكتاب المقدس، ويظهر ذلك من خلال كتابات كل من ترتليان، وقبريانوس القرطاجي، وأمبروسياستر، يوحنا فم الذهب. كما وندد كل من توما الأكويني، وهايدغارد بنجين، ومارتن لوثر بالنشاط الجنسي المثلي وأعتبروا هذا النوع من النشاط الجنسي ضد الطبيعة وغير أخلاقي.
يعتقد بعض المسيحيين أن المثلية الجنسية ليست بطبيعتها ممارسة خاطئة. من الطوائف التي تتخذ هذا الموقف تشمل الكنيسة المتحدة في كندا، وكنيسة المسيح المتحدة، وكنيسة المجتمع الموحدة ومؤتمر الأصدقاء العام. ومؤخراً انضمت إليهما الكنيسة المشيخية في الولايات المتحدة الأمريكية، والكنيسة الميثودية في بريطانيا العظمى، والكنيسة الإنجيلية اللوثرية في أمريكا. ومازالت بعض الكنائس، مثل الكنيسة الميثودية المتحدة والكنيسة الأنجليكانية، تناقش هذه المسألة. في عام 2003، تم رسامة أول مطران مثلي هو جين روبنسون.
تم إنشاء كنيسة متروبوليتان المجتمعية خصيصا لخدمة المسيحيين المثليين في المجتمع. مؤسسها، تروي بيري، كان أول رجل دين قام بإجراء زواج مثلي علنية، وكذلك رفع أول دعوى قضائية من أجل الاعتراف القانوني بزواج المثليين في الولايات المتحدة.

#### السحاق
يواجه السحاق، أو المثلية الأنثوية، وضع مختلفاً عن حالة المثلية الذكورية على الرغم من أن السحاق يعتبر تقليدياً كخطيئة في الدين المسيحي أيضاً. غير أن بعض الطوائف المسيحية المعاصرة، مثل الكنيسة المسيح المتحدة وكنيسة متروبوليتان المجتمعية، لا يحملون هذا الاعتقاد. فهي تتقبل ترسيم المثلية وتقيم الشعائر للزواج من نفس الجنس.
في عام 1986 أصدر المجمع الإنجيلي المسكوني النسائي، المعروف باسم الإنجيلية النسائية الدولية، قراراً ينص: «بما أن مثلي الجنس هم أبناء الله، ولأن الإنسان في نظر الكتاب المقدس لعهد يسوع المسيح جميعا متساوون في نظر الله، واعترافاً بوجود أقلية مثلية تابعه للمجمع، فإننا نأخذ موقفا حازما في صالح حماية حقوق الأشخاص المثليين.»

### الازدواجية الجنسية
عدد قليل جداً من الكنائس المسيحية اتخذت موقفاً ناحية لإزدواجية الجنسية ولم تجري ابحاث جدية في المجتمع المسيحي حول الموضوع لأنهم في الأساس يعاملون قضية الازدواجية كفرع للمثلية التي غالباً ما تعتبر نفس الشواذ وتعامل كخطيئة. في عام 1972، أصدرت لجنة أصدقاء الازدواجية في جماعة الكويكر بياناً في دعم الازدواجية الجنسية. ويعتبر أول تصريح كنسي في صالح الازدواجية. تتباين اليوم بين الكويكرز الآراء حول المثليين وحقوقهم. فبعض مجموعات الكويكر أكثر قبولاً من غيرها.

### اللاجنسية
يمكن اعتبار اللاجنسية هو فقدان الرغبة الجنسية آو عدم وجود توجه جنسي، كواحد من رابع النماذج الأربعة إلى جانب المغايرة الجنسية، والمثلية، والازدواجية.
موضوع اللاجنسية هو موضوع جديد نسبياً. يتناول الموضوع عدد قليل جداً من الكنائس المسيحية كما آن الكتاب المقدس لا يتناول الموضوع بوضوح. إلا أن بعض المسيحيين قد أدلوا مؤخراً بتصريحات حول هذا الموضوع. في مجلة رؤية المسيحية في عام 2002، سأل ديفيد نانتس وسكوت اوبرمان «ماذا تسمي الشخص الذي هو غير جنسي؟» وكان جوابهما: «لا شخص. إذ لا وجود لأفراد لاجنسيين. الجنس هي عطية من الله وبالتالي جزء أساسي من هويتنا الإنسانية. أولئك الذين يقمعون حياتهم الجنسية لا يعيشون كما أراد الله لها أن تكون: على قيد الحياة وبصحة جيدة. كما أنهم على الأرجح غير سعاداء في معيشتهم.» 